# Mindy Marin
Mindy Marin est une directrice de casting et productrice de cinéma américaine née le 15 février 1960 à Greenwich (Connecticut).

## Filmographie
Comme directrice de casting
- 1989 : Un flic à Chicago (Next of Kin)
- 1990 : Le Premier Pouvoir (First Power)
- 1991 : L.A. Story
- 2003 : Open Range
- 2007 : Aliens vs. Predator: Requiem
- 2007 : Alvin et les Chipmunks
- 2007 : Juno
- 2010 : Repo Men

Comme productrice
- 1996 : 2 jours à Los Angeles (2 Days in the Valley)
- 2005 : Esprit de famille (The Family Stone)